# Kaikhosru Shapurji Sorabji
Kaikhosru Shapurji Sorabji (14. srpna 1892 – 15. října 1988) (narozen jako Leon Dudley Sorabji) byl britský hudební skladatel, hudební kritik, pianista a spisovatel.

## Život
Kaikhosru Shapurji Sorabji (narozen jako Leon Dudley Sorabji) se narodil v Chingfordu 14. srpna 1892. Jeho otec byl stavební inženýr párského původu a jeho matka byla Angličanka.